# Wohlfahrtiodes
Wohlfahrtiodes (лат.) — род серых мясных мух из подсемейства Paramacronychiinae (Sarcophagidae).

## Описание
Тело полностью покрыто плотным серебристым или белым микротопоментумом, брюшной рисунок выражен слабо. Щупики умеренно утолщены апикально (то есть «нормальные», не булавовидные), с рассеянными волосками дорсально. Крыловая ячейка r4+5 открытая; антенны черноватые или красноватые; первый членик жгутик заметно длиннее педицеля; самка с простыми терминалиями (не сильно выступающими). Нотоплеврон с обычными 2 сильными первичными щетинками; нижние посткраниальные волоски полностью чёрные (отражение света может создать ложное впечатление коричневатого или бледного цвета). Палеарктика.
- Wohlfahrtiodes aemulus Séguy, 1940
- Wohlfahrtiodes marzinowskyi Rohdendorf, 1962
- Wohlfahrtiodes mongolicus Chao & Zhang, 1988
- Wohlfahrtiodes nudus Villeneuve, 1910
- Wohlfahrtiodes suenagai Kurahashi, 1994